# Zaule di Liburnia
Zaule di Liburnia (o Zaule del Carnaro; in croato Čavle) è un comune di 7 215 abitanti della regione litoraneo-montana in Croazia. Ospita il Circuito di Grobnico.

## Società

### La presenza autoctona di italiani
È presente una piccola comunità di italiani autoctoni che rappresentano una minoranza residuale di quelle popolazioni italofone che abitarono per secoli la penisola dell'Istria e le coste e le isole del Quarnaro e della Dalmazia, territori che appartennero alla Repubblica di Venezia. La presenza di italiani a Zaule di Liburnia è drasticamente diminuita in seguito all'esodo giuliano dalmata, che avvenne dopo la seconda guerra mondiale e che fu anche cagionato dai "massacri delle foibe".
Secondo il censimento croato del 2011, risulta esistente una piccola minoranza di italiani pari allo 0,42% della popolazione complessiva.

## Località
Il comune di Zaule di Liburnia è diviso in 10 insediamenti (naselja), elencati di seguito. Tra parentesi il nome in lingua italiana, generalmente desueto.
- Buzdohanj (Busdocani[3])
- Čavle (Zaule di Liburnia o Zaule del Carnaro), sede comunale
- Cernik (Cernico)
- Grobnik (Grobnico[4] o Tomba[5])
- Ilovik (Ilòvico)
- Mavrinci (Maurinzi)
- Podčudnič (Podiciudinicio o Sottomonte del Miracolo)
- Podrvanj (Podervagno[4])
- Soboli (Soboli)
- Zastenice (Zastenizza o Zastenizze)